# Christian-Conrad de Danneskiold-Samsøe
Le comte Christian-Conrad-Sophus de Danneskiold-Samsøe (né le 11 juin 1774 à Samsø et mort le 6 juin 1823 à Gisselfeld près de Haslev (de)) est un noble danois, magistrat, capitaine de district et conseiller de conférence privée.

## Biographie
Ses parents sont le conseiller privé, chambellan et ministre des Postes Frédéric-Christian de Danneskiold-Samsøe (1722-1778) et sa seconde épouse Frédérique-Louise née von Kleist (1747-1814). La famille remonte au comte Christian Gyldenløve (de) (1674-1703), fils illégitime du roi danois Christian V et de sa maîtresse Sophie-Amélie Moth (de). À l'âge de quatre ans, il perd son père et sa mère continue dans un premier temps à diriger le monastère de femmes nobles de Gisselfeld près de Haslev sur l'île de Sélande. Il est élevé par le prêtre Christian Andersen Lund.
En 1792, il est accepté au conseil d'administration du monastère. Il reçoit le poste de conseiller de l'arrondissement de Samsøe et, en 1808, assume le rôle de capitaine de district de Præstø. À son initiative, le canal dit Danneskiold est construit en 1810. Le projet, qui vise à promouvoir le transport du bois, est achevé en 1814. En 1815, il est nommé au conseil de la conférence secrète. En 1821, il vote une loi autorisant également l'admission des roturiers au monastère des femmes de Gisselfeld. Il envisage également de construire une verrerie à Holmegaard, qui n'est fondée qu'après sa mort en 1825.
Il meurt en 1823 à l'âge de 49 ans et est enterré à Gisselfeld. Après sa mort, sa veuve continue la gestion et la gestion immobilière.

## Famille

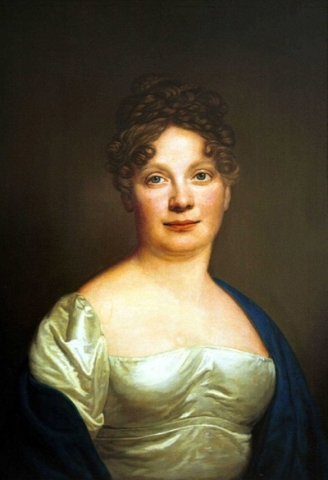
Jeanne-Henriette-Valentine née Kaas

Christian-Conrad-Sophus de Danneskiold-Samsøe épouse Jeanne-Henriette-Valentine Kaas (1776-1843) en 1795. Le mariage donne naissance aux enfants suivants :
- Louise-Sophie (1796-1867) mariée avec Christian-Auguste II, duc de Schleswig-Holstein-Sonderbourg-Augustenbourg
- Frédéric-Christian (1798-1869)
- Christian-Conrad-Sophus (1800-1886)
- Sophus (1804-1894)
- Henriette (1806-1858) mariée avec Frédéric-Émile-Auguste prince de Schleswig-Holstein-Sonderbourg-Augustenbourg
- Christiane (1809-1873) mariée avec le comte Gustav Holck-Winterfeldt

## Honneurs
- 1808 Grand-Croix de l'ordre de Dannebrog